# Божић у Пољској
Божић у Пољској је главни празник, као и у већини хришћанских земаља. Прослава Божића развијала се  током векова, спајањем старих пољских паганских обичаја са религиозним које је после христијанизације Пољске увела Католичка црква.
Јелке се ките и осветљавају у сваком дому на Бадње вече, као  и на већини јавних површина и испред цркава Божић се у Пољској зове „Бозе Народзение“, што у преводу значи „Божје рођење“. 
Дан Светог Николе 6. децембра је незванични почетак празничне сезоне у Пољској .  Лепо васпитана деца добијају мале поклоне на дан, а несташна деца добијају грумен угља или гранчицу, звану „розга“. Врхунац празника је најзначајнији дан, Вигилија (Бадње вече) 24. децембра. 
Пољска Вигилија почиње појавом прве звезде, која одговара Витлејемској звезди . Током припреме, сено се простире испод столњака као подсетник да је Исус Христ рођен у јаслама. По предању, празно место се симболично оставља за столом за Господа или за изгубљеног луталица коме је можда потребна храна или склониште.  Вечера почиње ломљењем божићне обланде познате као „opłatek“, обичаја који се поштује искључиво у Пољској и још две земље. Оброци морају бити вегетаријански (са изузетком рибе) као знак поста и прави се дванаест различитих јела, симболизујући дванаест апостола . Прослава се завршава разменом дарова и поноћном мисом у црквама.
Други аспекти пољског Божића укључују представе о јаслама под називом Jasełka, сцене божићних јасли на отвореном и у црквама, певање божићних песама, вожњу саоницама које вуче коњ. Традиција израде божићних шопки у Кракову проглашена је за Унескову нематеријалну културну баштину . 

## Адвент
Током Адвента (време чекања на прославу Рођења Исусовог) је печење божићног колаца Џинџер Бред и израда божићних украса. Џинџер Бред се израђују у различитим облицима, укључујући срца, животиње и фигуре Светог Николе . Свети Никола, 6. децембра у тајности посећује добру децу и оставља им поклоне.
Традиционално, јелке се украшавају стакленим куглицама, венцима и многим домаћим украсима укључујући фарбане љуске јаја, сјајне црвене јабуке, орахе, умотане чоколадне облике, свеће итд.  Пале се на Бадње вече пре Вигилије . На врху сваког дрвета налази се звезда или светлуцави врх дрвета. Јелке стоје до 2. фебруара, на празник Свете Марије од свеће.
За време Адвента па све до Богојављења, или крштења Исусовог (6. јануара), селима шетају „гвездори“ (gwiazdory), или носиоци звезда. Неки од њих певају, други рецитују стихове или праве божоћне јасле. Последња два обичаја инспирисана су традиционалним сценама на јаслама. Једна традиција јединствена за Пољску је дељење opłatekа, танке обланде (наполитанке) у коју је утиснута света слика. У стара времена људи су носили ове наполитанке од куће до куће честитајући својим комшијама Божић. Данас се ове обланде  деле са члановима породице и комшијама пре вечере за Бадње вече (Вигилија на пољском језику). Пошто свака особа дели комаде обландне са другом, требало би да опросте једни другима све несугласице протекле године и пожеле им срећу у наредној години.

## Вигилија, вечера за Бадње вече
У Пољској, Бадње вече, Вигилија гозба почиње појавом прве звезде. Не служи се црвено месо већ риба, обично шаран. Вечера, која укључује многа традиционална јела и десерте, понекад може трајати и више од два сата. Следи размена поклона. Следећи дан, Божић, често се проводи у посети пријатељима. У пољској традицији, људи комбинују религију и породичну блискост на Божић. Иако даривање игра главну улогу у ритуалима, акценат се више ставља на прављење посебних намирница и украса.
У ноћи на Бадње вече, толико је важно појављивање прве звезде у знак сећања на Витлејемску звезду, да је добила име од миља „мала звезда“ или Гвездка (женски пандан Светог Николе). Те вечери деца  посматрају небо у нади да ће прва повикати: „Звезда је дошла!“ Тек након што се појави, чланови породице седају за трпезу. 
Према предању, комадићи сена се простиру испод столњака као подсетник да је Христос рођен у јаслама. Сваком госту стави се новац испод столњака, како би пожелели просперитет у наредној години. Неки практикују сујеверје да за столом мора седети паран број људи и симболично се оставља празно место за бебу Исуса или за бескућника, коме је можда потребна храна, или ако покојник дође и жели да учествује у оброку.
Вечера почиње ломљењем обланде. Свако за столом одломи по парче и поједе га као симбол свог јединства са Христом. Затим деле комад са сваким чланом породице. Међу неким породицама постоји традиција да се током Вигилије служи дванаест различитих јела која симболизују Дванаест апостола, или непаран број јела за срећу (обично пет, седам или девет).
Традиционална божићна вечера (Вигилија) у Пољској укључује пржени шаран и боршч (супа од цвекле) или бујон од печурака са тестенином званом усзки (код Руса ушки, код Италијана тортелини). Шаран представља главно  јело за Бадње вече широм Пољске. Универзална пољска божићна јела су пироге као и нека јела харинге, а за десерт маковец или резанци са маком. Често се као  пиће служи компот од сувог воћа.
Остатак вечери посвећен је причама и песмама око јелке. 
Бадње вече се завршава Пастерком, поноћном мисом у месној цркви. Традиција обележава сећање на долазак пастира у Витлејем и њихово одавање поштовања и сведочење новорођеног Месије. Обичај божићне ноћне литургије уведен је у хришћанске цркве после друге половине 5. века. У Пољску је тај обичај стигао заједно са доласком хришћанства. Следећег дана (25. децембра) почиње јутарња миса коју следе дневне. Према Светом писму, божићне мисе су заменљиве, што омогућава већу флексибилност у избору верских служби појединих парохијана.

## Коледи, божићне песме
Божићне песме се у Пољској певају за време и после Божићне мисе бдења. Божићни празници често трају до 2. фебруара. Ране химне певане у католичкој цркви донела су у Пољску фрањевци у средњем веку. Рана божићна музика је била латинског порекла. Када су пољске речи и мелодије почеле да постају популарне, укључујући многе нове секуларне пасторале, нису изворно записане, већ су се међу људима училе напамет. 
Песма „Бог се роди“ (Bóg się rodzi) са стиховима који је написао Францишек Карпински 1792. године постала је божићна химна Пољске већ на двору краља Стефана Баторија. Многе од раних пољских песама сакупио је 1838. пречасни Миодушевски  у књизи под називом "Биди Пасторале и песме са мелодијама". 

## Пољски ручно рађени божићни украси
Пољска производи неке од најфинијих божићних украса од ручно дуваног стакла у Европи . Породице и колекционари цене ове украсе због високог квалитета, традиционалних уметничких дела и јединствених украса. 